# Chesiadodes longa
Chesiadodes longa là một loài bướm đêm trong họ Geometridae.